# (58688) 1998 BJ4
1998 بي جاي 4 (ويعرف أيضًا باسم (58688) 1998 بي جاي 4 وفق تسمية الكوكب الصغير) (بالإنجليزية: 1998 BJ4)‏ هو كويكب ضمن حزام الكويكبات؛ وترتيبه 58688 من حيث الاكتشاف.
اكتُشف هذا الجُرم الفلكي بواسطة تاكيشي أوراتا ‏ في 21 يناير 1998.

## وصلات خارجية
- (58688) 1998 BJ4 في قاعدة بيانات مختبر الدفع النفاث لأجرام النظام الشمسي الصغيرة

- الاكتشاف · مخطط المدار ·  العناصر المدارية · المعلمات المادية

- (58688) 1998 BJ4 على موقع ويكي سكاي: DSS2, SDSS, GALEX, IRAS, Hydrogen α, X-Ray, Astrophoto, Sky Map, Articles and images